# 오동공원
오동공원(梧桐公園)은 서울특별시 강북구와 성북구에 걸쳐 있는 대단위 공원이다.

## 개요
오동공원은 수림이 잘 형성되어 있어 인근 주택단지에 주거하고 있는 주민들의 휴식과 운동장소로 이용되고 있다. 오동공원은 68만 4천m2의 부지에 주민들을 위한 실개울, 생태연못, 산책로, 운동시설, 어린이놀이터, 휴식시설 등을 갖춘 도심 속 쉼터이자 인근 번동, 미아동 주민들의 산책로로 이용되고 있다.

## 볼거리
- 생태연못 및 실개울
- 자연학습 체험장
- 어린이놀이시설(모래체험장, 개미놀이동산 등)
- 피톤치드 체험장

## 체육시설
- 축구장 1개소
- 배드민턴장 1개소